# 중화인민공화국 상무부
중화인민공화국 상무부(중국어 간체자: 中华人民共和国商务部, 정체자: 中華人民共和國商務部, 병음: Zhónghuá Rénmín Gònghéguó shāngwù bù, MOFCOM)는 중화인민공화국 국무원에 속해있는 행정 부서이다. 중국의 경제와 무역을 관할한다. 2003년에 공식 설립되었다. 국내는 물론 세계 각국에 사무소를 두고 있다. 현재 상무부장은 왕원타오이다.

## 연혁
- 1949년 11월 2일 무역부 설립
- 1952년 8월 7일 대외 무역부와 상업부가 성립
- 1952년 9월 3일 무역부 폐지
- 1961년 3월 1일 대외 경제연락총국 설립
- 1964년 6월 10일 대외 경제연락총국 산하 대외 경제연락위원회 성립
- 1970년 8월 6일 대외 경제연락위원회가 대외 경제연락부로 개편
- 1979년 8월 진출구 관리위원회, 국가 외국투자관리위원회 성립
- 1982년 3월 대외 무역부, 대외 경제연락부, 진출구 관리위원회, 국가 외국투자관리위원회가 합병해 대외 경제무역부 설립
- 1982년 3월 8일 대외 무역부 폐지
- 1993년 3월 16일 대외경제무역부가 대외경제무역합작부로 개칭
- 2003년 3월 대외경제무역합작부 폐지, 상무부 설립

## 대한민국 주재 사무소
서울특별시에 상무참사처, 부산광역시에 경제상무실을 두고 있다.

## 같이 보기
- 중화민국 경제부